# Landtagswahl in Nordrhein-Westfalen 2010/Umfragen und Prognosen
Umfragen und Prognosen im Vorfeld der Landtagswahl in Nordrhein-Westfalen 2010.

## Parteien
| Institut                | Datum      | CDU    | SPD    | GRÜNE  | FDP    | LINKE  | Sonstige           |
| ----------------------- | ---------- | ------ | ------ | ------ | ------ | ------ | ------------------ |
| Emnid                   | 06.05.2010 | 37 %   | 33 %   | 12 %   | 08 %   | 05 %   | 5 %                |
| Forsa                   | 06.05.2010 | 37 %   | 37 %   | 10 %   | 06 %   | 05 %   | 5 %                |
| GMS                     | 05.05.2010 | 37 %   | 33 %   | 12 %   | 07 %   | 06 %   | 05 %               |
| YouGov                  | 03.05.2010 | 35 %   | 35 %   | 11 %   | 08 %   | 07 %   | ?                  |
| Emnid                   | 02.05.2010 | 38 %   | 33 %   | 11 %   | 08 %   | 06 %   | 04 %               |
| Forschungsgruppe Wahlen | 30.04.2010 | 35 %   | 33,5 % | 11 %   | 08,5 % | 06 %   | 06 % (3 % Piraten) |
| Infratest dimap         | 29.04.2010 | 37,5 % | 33,0 % | 12,0 % | 07,5 % | 05,5 % | 04,5 %             |
| Forsa                   | 28.04.2010 | 39 %   | 33 %   | 10 %   | 07 %   | 06 %   | 05 %               |
| Emnid                   | 24.04.2010 | 38 %   | 34 %   | 11 %   | 08 %   | 06 %   | 03 %               |
| Omniquest               | 23.04.2010 | 37,5 % | 36,8 % | 12,8 % | 05,1 % | 04,8 % | 02,9 %             |
| Forsa                   | 21.04.2010 | 38 %   | 34 %   | 09 %   | 08 %   | 06 %   | 05 %               |
| Forsa                   | 14.04.2010 | 39 %   | 34 %   | 11 %   | 06 %   | 05 %   | 05 %               |
| Infratest dimap         | 11.04.2010 | 38 %   | 34 %   | 12 %   | 07 %   | 06 %   | 03 %               |
| GMS                     | 09.04.2010 | 39 %   | 32 %   | 12 %   | 07 %   | 06 %   | 04 %               |
| Emnid                   | 04.04.2010 | 38 %   | 32 %   | 12 %   | 08 %   | 07 %   | 03 %               |
| Emnid                   | 24.03.2010 | 38 %   | 32 %   | 11 %   | 08 %   | 07 %   | 04 %               |
| Forschungsgruppe Wahlen | 19.03.2010 | 37 %   | 33 %   | 12 %   | 08 %   | 06 %   | 04 %               |
| Emnid                   | 12.03.2010 | 37 %   | 33 %   | 12 %   | 08 %   | 07 %   | 03 %               |
| Infratest dimap         | 04.03.2010 | 35 %   | 33 %   | 13 %   | 10 %   | 06 %   | 03 %               |
| Forsa                   | 03.03.2010 | 38 %   | 34 %   | 11 %   | 06 %   | 06 %   | 05 %               |
| GMS                     | 25.02.2010 | 39 %   | 31 %   | 12 %   | 07 %   | 06 %   | 05 %               |
| Forsa                   | 03.02.2010 | 41 %   | 32 %   | 11 %   | 06 %   | 05 %   | 05 %               |
| Infratest dimap         | 22.01.2010 | 36 %   | 32 %   | 12 %   | 09 %   | 06 %   | 05 %               |
| Forsa                   | 19.01.2010 | 42 %   | 31 %   | 11 %   | 06 %   | 05 %   | 05 %               |
| Infratest dimap         | 22.11.2009 | 36 %   | 30 %   | 11 %   | 10 %   | 08 %   | 05 %               |
| Forsa                   | 18.11.2009 | 41 %   | 31 %   | 09 %   | 09 %   | 06 %   | 04 %               |
| GMS                     | 12.08.2009 | 39 %   | 29 %   | 09 %   | 12 %   | 05 %   | 06 %               |
| Infratest dimap         | 14.06.2009 | 38 %   | 27 %   | 12 %   | 14 %   | 06 %   | 03 %               |
| Forsa                   | 06.05.2009 | 42 %   | 30 %   | 08 %   | 11 %   | 05 %   | 04 %               |

### Parteienpräferenz unter der türkischstämmigen Minderheit
| Institut                   | Datum      | CDU   | SPD    | GRÜNE  | FDP    | LINKE   | Sonstige |
| -------------------------- | ---------- | ----- | ------ | ------ | ------ | ------- | -------- |
| Institut für Türkeistudien | ??.??.2009 | 4,3 % | 59,6 % | 22,5 % | 02,1 % | 011,1 % | 0,4 %    |

Die Internetseite election.de machte mehrere Wahlkreisprognosen. Nach der letzten Wahlkreisprognose vom 8. Mai 2010 sollte die CDU 59 und die SPD 69 Wahlkreise für sich entscheiden. 2005 hatte die CDU noch in 89 Wahlkreisen gewonnen. Die SPD sollte demnach 30 Direktmandate hinzugewinnen. Die anderen Parteien sollten nach dieser Prognose keine Direktmandate erhalten. Bei der Wahl erhielt die CDU 67 und die SPD 61 Mandate. Die SPD gewann im Vergleich zur Wahl 2005 22 Direktmandate hinzu.

## Spitzenkandidaten
| Institut                | Datum      | Rüttgers | Kraft | andere(r) |
| ----------------------- | ---------- | -------- | ----- | --------- |
| Infratest dimap         | 11.07.2010 | -        | 50 %  | 50 %      |
| Landtagswahl            | 09.05.2010 | -        | -     | -         |
| Forsa                   | 06.05.2010 | 41 %     | 38 %  | 21 %      |
| GMS                     | 02.05.2010 | 41 %     | 40 %  | 19 %      |
| Emnid                   | 05.05.2010 | 47 %     | 39 %  | 14 %      |
| Forschungsgruppe Wahlen | 30.04.2010 | 41 %     | 43 %  | 13 %      |
| Infratest dimap         | 30.04.2010 | 41 %     | 41 %  | 18 %      |
| Forsa                   | 14.04.2010 | 45 %     | 28 %  | 27 %      |
| Infratest               | 11.04.2010 | 47 %     | 43 %  | 10 %      |
| GMS                     | 09.04.2010 | 43 %     | 36 %  | 20 %      |
| Emnid                   | 09.04.2010 | 40 %     | 35 %  | 25 %      |
| Infratest               | 04.03.2010 | 44 %     | 43 %  | 13 %      |
| Forsa                   | 19.01.2010 | 51 %     | 23 %  | 26 %      |
| Forsa                   | 18.11.2009 | 52 %     | 21 %  | 27 %      |
| Forsa                   | 03.06.2009 | 54 %     | 19 %  | 27 %      |

## Umfragen während der Regierungsbildung
| Institut        | Datum      | CDU  | SPD  | GRÜNE | FDP  | LINKE | Sonstige |
| --------------- | ---------- | ---- | ---- | ----- | ---- | ----- | -------- |
| Infratest dimap | 11.07.2010 | 32 % | 36 % | 17 %  | 05 % | 06 %  | 4 %      |
| Emnid           | 27.05.2010 | 34 % | 35 % | 12 %  | 06 % | 07 %  | 6 %      |